# サッラの戦い
サッラの戦い（サッラのたたかい）は、冬戦争の戦いの一つで、ソ連軍とフィンランド軍がフィンランド北部サッラ近郊で行った戦闘。
ソ連軍はサッラを通ってケミヤルヴィとソダンキュラへ進軍し、さらにロヴァニエミまで2週間で到達することを命じた。これらの都市を拠点に、さらにフィンランドを西進しトルニオに到達、フィンランドを南北の二つに割ることを計画した。フィンランド軍はこれらの阻止をケミヤルヴィ東部で行った。
1940年2月末、フィンランド軍はスウェーデン・ノルウェー・デンマーク人の義勇兵からなるSFK戦闘群に置き換えられた。

## 戦闘序列

### フィンランド
フィンランド軍は戦争当初この地域には寡兵しかおいておらず、第17独立大隊、「サッラ大隊」および1個中隊が動員されているのみであった。その大部分は国境警備隊で、この兵力はクルト・マーッティ・ワレニウス少将が率いるラップランド群の隷下にあった。

### ソビエト連邦
攻撃側のソ連軍は第122師団を投入しており、さらに第88師団の投入も考えられていたが、この師団は補給の低さから戦闘に参加しなかった。

## 戦闘

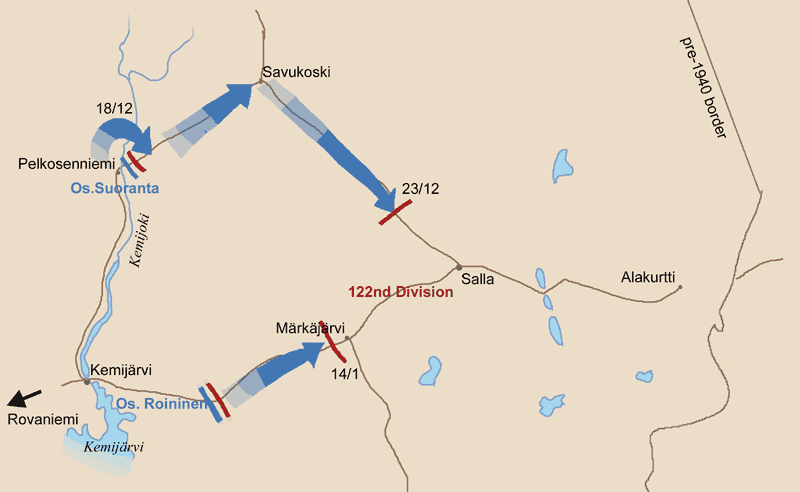
ソ連の撤退とフィンランドの反攻

ソ連軍はフィンランド軍を攻撃しながらケミ川まで進撃、しかし、河川で防御するフィンランド軍に突破口を開くことはできなかった。1月13日、ソ連第9軍は122師団をMärkäjärviまで撤退するように命令した。その後大規模な作戦は行われず、小さな小競り合いのみが行われた。
座標: 北緯66度50分 東経28度40分 / 北緯66.833度 東経28.667度